# Disney's The Little Mermaid
The Little Mermaid é a trilha sonora do musical de mesmo nome.

## Faixas
1. Overture - Orchestra
2. Fathoms Below - Eric, Grimsby and Sailors
3. Daughters Of Triton - Mersisters
4. The World Above - Ariel
5. Human Stuff - Scuttle and Gulls
6. I Want The Good Times Back - Ursula, Flotsam, and Jetsam
7. Part Of Your World - Ariel
8. Storm at Sea - Orchestra
9. Part Of Your World (Reprise) - Ariel
10. She's In Love - Mersisters and Flounder
11. Her Voice - Eric
12. The World Above (Triton Reprise) - Triton
13. Under The Sea - Sebastian and Sea Creatures
14. Under The Sea (Reprise) - Sebastian and Sea Creatures
15. Sweet Child - Flotsam and Jetsam
16. Poor Unfortunate Souls - Ursula
17. Positoovity - Scuttle and Gulls
18. Beyond My Wildest Dreams - Ariel, Carlotta, and The Maids
19. Les Poissons - Chef Louis
20. Les Poissons (Reprise) - Chef Louis and Chefs
21. One Step Closer - Eric
22. I Want The Good Times Back (Reprise) - Ursula
23. Kiss The Girl - Sebastian and Animals
24. Sweet Child (Reprise) - Flotsam and Jetsam
25. If Only/Her Voice (Quartet) - Ariel, Eric, Sebastian, and Triton
26. The Contest - Grimsby and Princesses
27. Poor Unfortunate Souls (Reprise) - Ursula
28. If Only (Triton Reprise) - Triton
29. Finale Ultimo - Ariel, Eric, and Company